# Zulu Love Champs
Zulu Love Champs er et dansk underholdningsprogram.
Fra Kejtede Ungkarle Til Kølige Casanova'er:
Syv kærlighedshungrende drenge, som har det rigtig svært med piger, bliver taget under kærlig behandling af sexolog og Love Champ Robert Lubarski, der kaster dem ud i grænseoverskridende oplevelser og hjælper dem med, at blive bedre til at score og forvandle dem til kølige casanovaer, med titlen Love Champs.
Igennem udfordringer og opgaver skal de selv finde modet til at finde en date, som de til sidst skal invitere med til Mallorca i Roberts Love Mansion, hvor de skal bevise de er ægte Love Champs.

Programmet havde premiere d. 11 April 2011 på TV 2 Zulu. Der er i alt 8 afsnit.

## Medvirkende
| Værter         |
| -------------- |
| Robert Lubaski |
| Stine Kronborg |
| Love Champs    |
| Rune           |
| Anders         |
| Kristoffer     |
| Thomas         |
| Rasmus         |
| Ulrich         |
| Niklas         |

## Afsnit 1 - Sæt gang i kærlighedslivet
I første afsnit møder drengene Robert, deres nye mentor og kærligheds vejleder. 
Robert tager dem med på deres første udfordring, hvor de skal være alene med modellen Jackie Navarro. Det er hårdt for drengene, og især en har det meget svært.  
Drengene kommer tilbage til Love Champ Logen hvor de møder Stine Kronborg og hendes lækre piger. Hvor udfordringerne venter.
I første afsnit hører vi Love Champ Kampråbet: "Nosser uden smerte, vi scorer med vores hjerte".

## Afsnit 2 - Ur-ritual
Denne gang skal drengene sige farvel til deres gamle jeg og lægge usikkerheden og det dårlige selvværd bag sig. Det betyder en nervepirrende udfordring, hvor de skal gøre op med deres dominerede fædre, samt et følelsesladet ur-ritual med afbrænding, nøgenhed og lækre præstinder i ekstase.

## Afsnit 3 - Genfødt
Genfødt som rigtige mænd, står drengene overfor deres første rigtigt store mission.
De skal på tid score damer på Strøget i København. Det er en svær opgave, så de bruger det ultimative af alle scoretricks - kæledyr! Mon det lykkes drengene at gøre så meget indtryk på helt tilfældige piger, at de kan lokke dem med på en intim bondegårds middag med hele svineriet - hvor drengene selv skal stå for madlavning og bordpynt. 

## Afsnit 4 - Ingen Mand Uden En Manddom
I afsnit fire skal drengene lære deres "bedste ven" at kende, så målebånd og modellervoks bliver taget frem. Det urgamle spørgsmål om størrelsen eller gørelsen er dagens tema, og Roberts piger giver et par kærlige hænder med, i form af Stine og hendes piger.
Bagefter skal drengene også lære deres feminine side at kende. Mon hvordan går det når drengene stifter bekendtskab med både læbestift, nylonstrømper og tamponer i Københavns natteliv.

## Afsnit 5 - Stripshow
Drengene er godt på vej til at blive rigtige mænd. Nu skal de bare lære at vise det! Dagens mission er et mandestripshow, hvor det er dem, der skal på scenen. Det kræver træning i dans, udfoldelse og trampolinspring - uden tøj på! 

## Afsnit 6 - Pigefotograf
I den sidste mission før turen til Mallorca, springer drengene ud som pige-fotografer, hvor de skal udleve deres frække fantasier ala. Playboy fotografer. Der bliver spredt ben og afprøvet masser af positioner, før de rigtige billeder er i skabet. Godt kåde af seancen udsætter Robert dem herefter for nærkontakt af tredje grad med en flok dejlige kvinder, der tager sig så kærligt af de unge tyre, at tårerne får frit løb.

## Afsnit 7 - Sidste Manddomsprøve
Målet er nået for drengene, nu går turen til Mallorca, hvor de skal bevise at de er ægte Love Champs. Men det er ikke alle der er kommet med, én af drengene står af i sidste øjeblik og må sige farvel til Robert og de andre. 
I gennem det sidste afsnit følger vi drengene på den sidste rejse med Robert på Mallorca, hvor drengene bliver stiller for den sværeste udfordring med kvinder - udfordringen fra andre mænd!

## Afsnit 8 - Finalen
Det er et halvt år siden, at de færdigudlærte "Love Champs" vendte hjem fra Mallorca. 
Sammen med Robert overraskes drengene i deres hverdag for at høre, hvordan det er gået med damerne, og så inviteres de på den allersidste kreative udfordring som optakt til den helt store hyldest.
Der er dømt fest, farver og god stemning i det sidste afsnit af "Zulu Love Champs" - forbudt for børn selvfølgelig!

## Episodens Love Champ
Ved hver afslutning af en episode kåres en af drengene som "Dagens Love Champ". Da han har klaret sig ekstra godt, igennem episodens udfordringer.